# Michel Poffet
Michel Poffet (?, 1957. augusztus 24. –) világbajnoki ezüstérmes, olimpiai bronzérmes svájci párbajtőrvívó.